# Кохем
Кохем (нім. Cochem) — місто в Німеччині, розташоване в землі Рейнланд-Пфальц. Районний центр району Кохем-Целль. Центр об'єднання громад Кохем.
Площа — 21,21 км2. Населення становить 5256 осіб (станом на 31 грудня 2020).

## Пам'ятки
Головна визначна пам'ятка — Кохемська фортеця, вперше згадана в 1130 році. У фортеці збереглися меблі епох ренесанс і бароко. Уздовж схилу пагорба, на якому стоїть фортеця, розташовані виноградники, з урожаю яких виготовляються відомі мозельскі вина. Також в Кохемі є старовинний млин гірчиці, побудований в 1810 році, і канатна дорога, висота якої сягає 255 метрів над рівнем моря.